# 930
930 (CMXXX) fue un año común comenzado en viernes del calendario juliano, en vigor en aquella fecha.

## Acontecimientos
- Creación del Alþingi en Islandia, la Asamblea Nacional más antigua aún operativa.
- Erik el Sanguinario destrona a Harald I de Noruega, terminando así la primera edad vikinga.
- Fundación del Monasterio de Cluny, sede de la Orden de Cluny, orden religiosa del mismo nombre.
- Abderramán III conquista Badajoz, gobernada por el oficial rebelde Ibn Marwan.
- Los cármatas saquean La Meca y se llevan la piedra sagrada de la Kaaba, que no devolverán hasta 20 años después.
- Finaliza la tercera época de soberanía china sobre Annam (norte de Vietnam).
- En España, la ciudad de Burgos se convirtió en capital del condado de Castilla.

## Fallecimientos
- 23 de octubre - Emperador Daigo de Japón.